# Золотоноша I
Золотоноша I — вузлова проміжна залізнична станція Шевченківської дирекції Одеської залізниці на перетині ліній Оржиця — Золотоноша I — Імені Тараса Шевченка та Золотоноша І — Ліпляве між станціями Пальміра (15 км) та Благодатне (10 км). Від станції відгалужується тупикова лінія до станції Ліпляве завдовжки 47 км, на якій здійснюється лише вантажний рух.
Розташована у місті Золотоноша Золотоніського району Черкаської області.

## Історія
Станція відкрита 1897 року. Вокзал збудований близько 1913 року під час будівнцтва залізниці Бахмач — Одеса.

## Пасажирське сполучення
На станції Золотоноша І зупиняються потяги далекого та приміського сполучення.